# Смрадликови
Смрадликовите (Anacardiaceae) са семейство растения, което съдържа около 500 вида, предимно дървета и храсти, по-малко тревисти растения. Разпространени са предимно в субтропичните и тропични пояси. Сред по-важните в икономическо отношение видове спадат смрадликата, шамфъстъкът, мангото, шмакът, кашуто, марулата и други.

## Родове
- Actinocheita
- Anacardium
- Androtium
- Antrocaryon
- Apterokarpos
- Astronium
- Baronia
- Bonetiella
- Bouea
- Buchanania
- Campnosperma
- Cardenasiodendron
- Choerospondias
- Comocladia
- Cotinus
- Cyrtocarpa
- Dracontomelon
- Drimycarpus
- Ebandoua
- Euleria
- Euroschinus
- Faguetia
- Fegimanra
- Gluta
- Haematostaphis
- Haplorhus
- Harpephyllum
- Heeria
- Holigarna
- Koordersiodendron
- Lannea
- Laurophyllus
- Lithrea
- Loxopterigium
- Loxostylis
- Mangifera
- Mauria
- Melanochyla
- Metopium
- Micronychia
- Montagueia
- Mosquitoxylum
- Nothopegia
- Ochoterenaea
- Operculicarya
- Ozoroa
- Pachycormus
- Parishia
- Pegia
- Pentaspadon
- Pistacia
- Pleiogynium
- Poupartia
- Protorhus
- Pseudoprotorhus
- Pseudosmodingium
- Pseudospondias
- Rhodosphaera
- Rhus
- Schinopsis
- Schinus
- Sclerocarya
- Semecarpus
- Smodingium
- Solenocarpus
- Sorindeia
- Spondias
- Swintonia
- Tapirira
- Thyrsodium
- Toxicodendron
- Trichoscypha